# مطر البلوشي
ضابط برتبة لواء ركن، وقائد "الجيش السلطاني العماني"، سلطنة عمان.

مطر بن سالم بن راشد بن سعيد البلوشي هو شقيق المرحوم سعيد بن راشد البلوشي (شيخ قبيلة البلوش) و قائد الجيش السلطاني العماني  في سلطنة عمان وتعد  ولاية عبري  في  محافظة الظاهرة  موطن مطر بن سالم البلوشي 
تم تعين مطر بن سالم بن راشد البلوشي قائد لجيش السلطاني العماني بحسب المرسوم السلطاني رقم ٢٠١٣/٤ بتعيينات عسكرية بحسب المادة الثانية (( يرقى العميد مطر بن سالم بن راشد البلوشي إلى رتبة لواء ويعين قائدا للجيش السلطاني العماني )) في تاريخ ٨ يناير ٢٠١٣ وكان عميد ركن ف مدفعيه سلطان عمان وهو قائد طابور العرض العسكري للعيد الوطني ٤٠ المجيد. 
تصغير
٢٠١٠